# 查蘭·辛格
查蘭·辛格（Charan Singh，1902年12月23日—1987年5月29日），印度資深政治家，曾任印度總理。
查蘭·辛格於1902年出生在賈特人農民家庭，其後進入政壇，並參加獨立運動。印度獨立後，他反對尼赫魯的社會主義和集體土地使用政策。
接任總理之後，因失去國大黨的支持，總統決定期中選舉，改選出英迪拉·甘地重新回任總理。